# Miguel Espinosa Maldonado y Tello de Guzmán
Miguel Espinosa Maldonado y Tello de Guzmán, conde del Águila, fue un coleccionista y anticuario español del siglo XVIII.

## Biografía
Nacido en Sevilla el 1 de junio de 1715, usó el título de conde del Águila y desempeñó el cargo de alcalde mayor. Reunió una colección de libros, manuscritos, dibujos originales, estampas, cuadros, lápidas, medallas y documentos, que elogiaron todos los eruditos de su época. De este tesoro bibliográfico y artístico y de la liberalidad con que lo franqueaba a los estudiosos, largamente hablaron el padre Flórez, Antonio Ponz y Francisco Cerda y Rico, que llamó al conde «vir et generis claritudine et optimarum artium amore illustrix». Germán y Ribón, en sus Adiciones manuscritas a los Anales de Zúñiga (tomo 4.°, folio 54), afirma que el conde había puesto notas «muy importantes» al Lustro de la Corte en Sevilla por el padre Antonio de Solís.